# Oborniki Śląskie (stacja kolejowa)
Oborniki Śląskie – stacja kolejowa (pospieszna) w Obornikach Śląskich, w województwie dolnośląskim, w Polsce. Stacja kolejowa znajduje się na trasie kolejowej Wrocław-Poznań. Na stacji zabytkowy dworzec kolejowy kategorii dworca lokalnego z końca XIX wieku.

## Ruch pasażerski
| Rok  | Wymiana roczna | Wymiana pasażerska na dobę | miejsce w Polsce |
| ---- | -------------- | -------------------------- | ---------------- |
| 2017 | 949 000        | 2 600                      | 95               |
| 2018 | 1 100 000      | 3 000                      |                  |
| 2019 | 986 000        | 2 600                      | 93               |
| 2020 | 696 000        | 1 900                      | 82               |
| 2021 | 694 000        | 1 900                      |                  |
| 2022 |                | 2 600                      |                  |

## Galeria

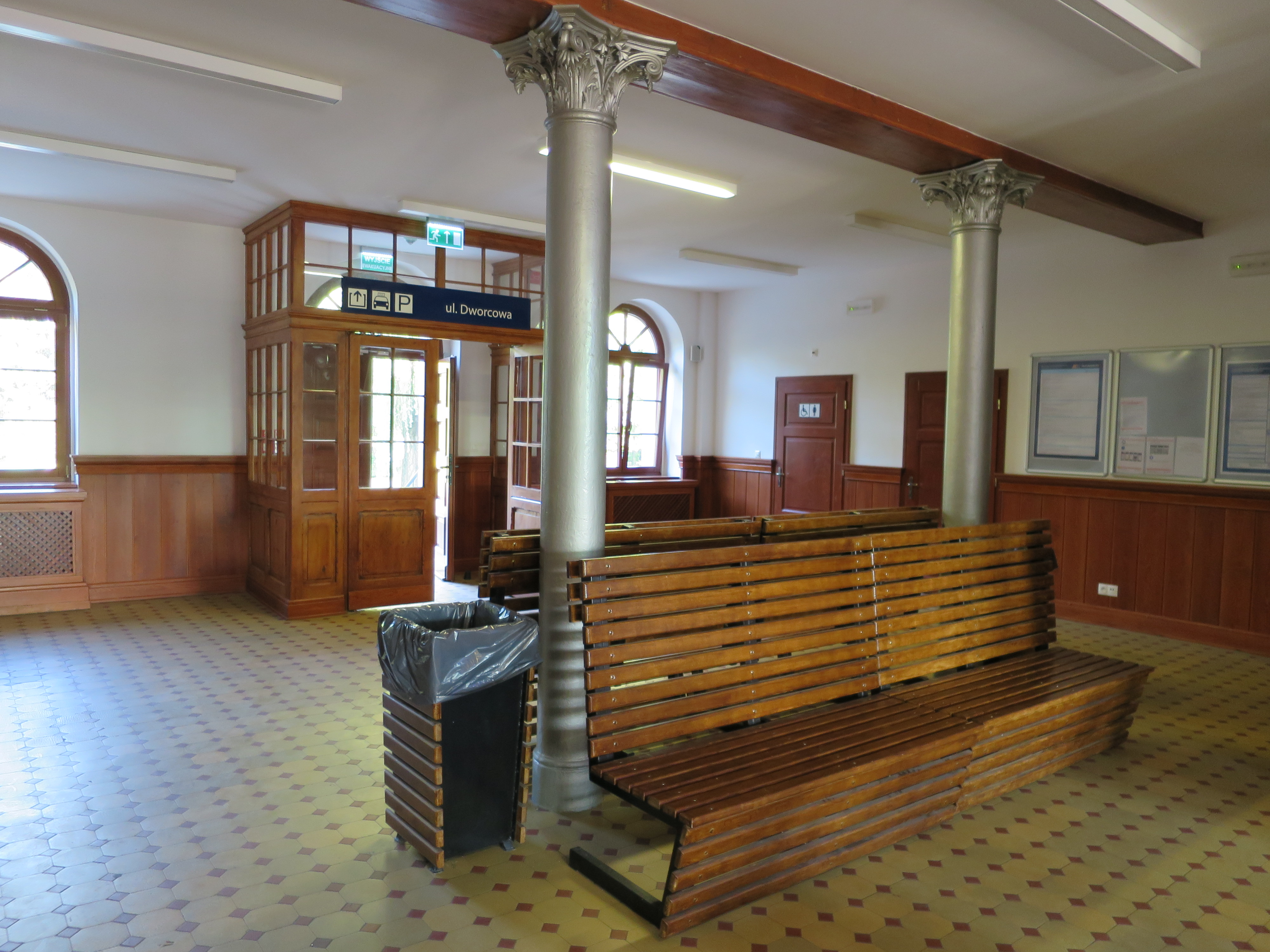
Poczekalnia
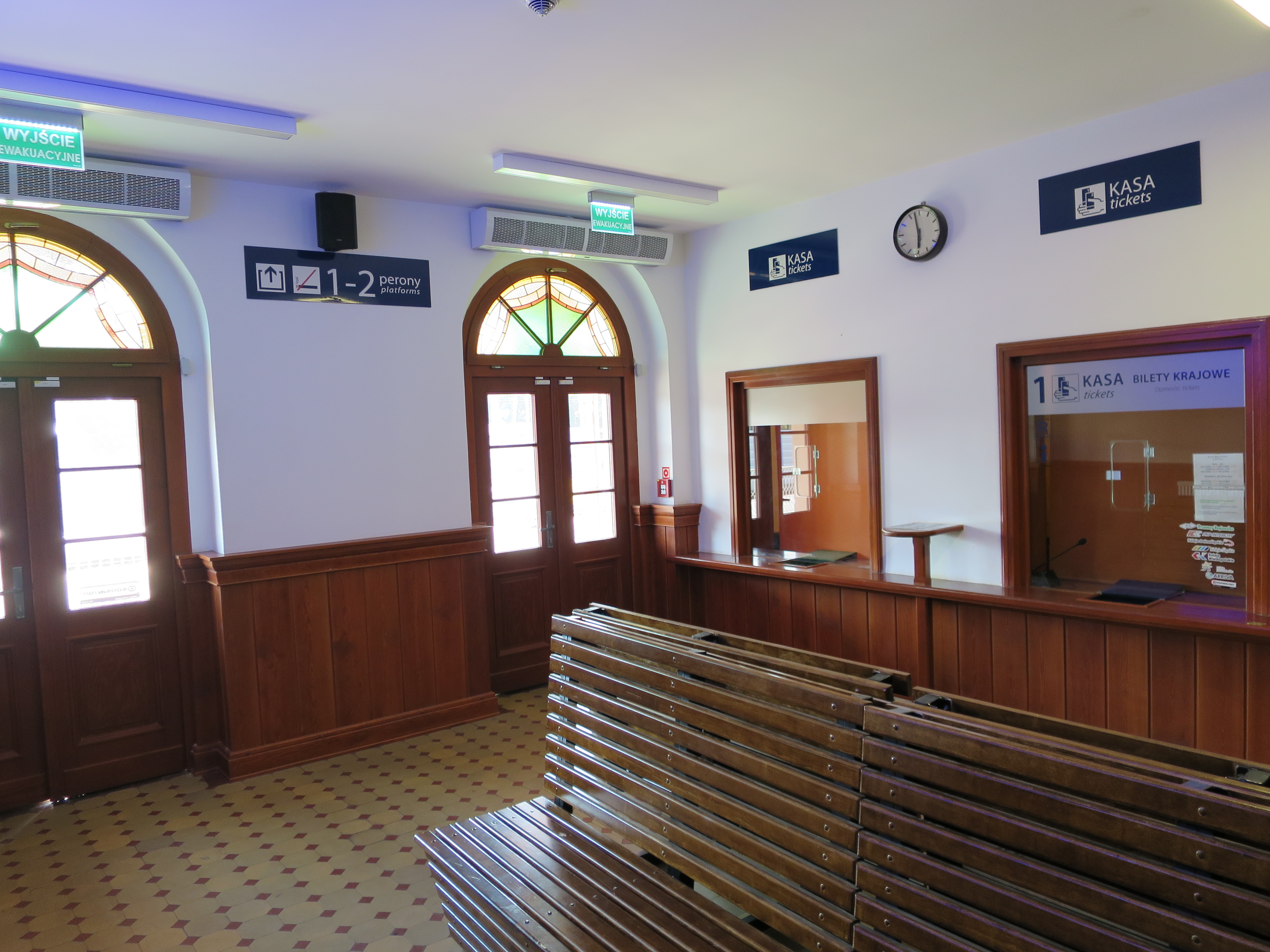
Kasy biletowe